# Quevauvillers
Quevauvillers é uma comuna francesa na região administrativa de Altos da França, no departamento de Somme. Estende-se por uma área de 8.82 km². Em 2010 a comuna tinha 1 104 habitantes (densidade: 125,2 hab./km²).